# Godofredo de Frisia
 Godofredo de Frisia también Godfried de Guînes y Godfrid, Godafrid, Gudfrid, o Gottfrid (asesinado en junio de 885) fue un caudillo vikingo danés del finales del siglo IX, y probablemente formó parte del Gran ejército pagano, participando en varias incursiones en el continente y llegó a ser vasallo del emperador Carlos III el Gordo, controlando gran parte de Frisia entre el 882 y 885. Las fuentes contemporáneas cristianas le citaban como «rey de los hombres del norte».

## Biografía
En 880, Godofredo saqueó Flandes y utilizó Gante como base. En el 882, Godofredo inició los pillajes a Lotaringia y las ciudades de Maastricht, Lieja, Stavelot, Prüm, Colonia, y Coblenza fueron devastadas. Carlos III el Gordo para finalizar con el Sitio de Asselt y facilitar la conversión al Cristianismo del caudillo vikingo, le concedió el Ducado de Frisia en el año 882 (anteriormente en manos de Rorik de Dorestad, según los Anales de Fulda). Godofredo juró al emperador Carlos que nunca más se levantaría en armas contra él, aceptó el bautismo siendo el mismo Carlos quien le apadrinó. A cambio, aparte del Ducado de Frisia, también le concedió a Gisela, hija de Lotario II de Lotaringia, como esposa. Fue el danegeld más importante de la época en Francia Oriental.
No obstante, Godofredo no hizo nada contra las incursiones danesas de pillaje en gran parte de los Países Bajos de la época. En 885, fue convocado a una reunión en Spijk, cerca de Lobith, tras ser acusado de complicidad con Hugo de Lotaringia durante una insurrección. En un acto de traición fue asesinado por un grupo de nobles frisones y sajones en connivencia con Enrique de Franconia. El conde frisón Gerolfo de Holanda, que, había tomado parte en la conjura organizada por Carlos el Gordo, tomó la costa occidental de Frisia de los daneses tras el asesinato.
Godofredo de Frisia ha sido algunas veces confundido con otro vikingo, Godofredo Haraldsson.
Después de su muerte, Gisela, su viuda, fue nombrada abadesa de Nivelle. Sus hijos cayeron en tal indigencia que Fulquerio el Venerable, arzobispo de Reims se creó en la obligación de recomendarlos a la benevolencia del rey Arnulfo.